# Данишевский, Моня
Моня Данишевский (Соломон Израилевич; 28 апреля 1911, Архангельск — 16 октября 1994, Суррей, Лондон) — британский сценарист и продюсер.

## Биография
Родился в Архангельске в семье крупного промышленника, минского купца Израиля Исааковича Данишевского (1870—1954) и Елены (Гитл) Данишевской (в девичестве Старовинец, 1877—1936). Его дед Исаак Нохимович Данишевский выстроил в Борисовском уезде один из первых в Российской империи паровых смолокуренно-скипидарных заводов, а в 1908 году центром смолокуренной промышленности стал Архангельск, где его сыновья основали «Торговый дом П. и И. Данишевские». Постепенно Торговый дом братьев Данишевских развил экспортную торговлю тюленьим и рыбным жирами, и другими продуктами, организовал транспортный отдел и уже в 1913 году был преобразован в «Беломорско-Балтийское акционерное общество П. и И. Данишевские». В 1916 году И. И. Данишевский стал инициатором создания крупной акционерной морской пароходной компании — «Северо-Океанское акционерное общество пароходства и торговли братьев Данишевских», в 1917 году стал управляющим делами Архангельского губернского торгово-промышленного союза, в 1918 году был избран депутатом городской думы. В 1918 году предприятия братьев Данишевских были национализированы, а во время Гражданской войны в декабре 1919 года семья бежала в Лондон.
Окончил Королевский колледж искусств, работал художником и журналистом, затем стал специалистом по рекламе на кинопроизводстве. С 1938 года работал на студии MGM, позже был назначен директором по рекламе на Ealing Studios. Благодаря усилиям Данишевского уровень кинорекламы в Великобритании резко возрос, среди прочего ему удалось привлечь к работе на киноафишами ряд известных британских художников (таких как Джон Пайпер, Генри Мур и Эдвард Ардиззоне). В 1948 году начал заниматься продюсированием картин под руководством директора этой компании Майкла Бэлкона, начиная с дебютного фильма Александра Маккендрика «Виски в изобилии!» (1949). После успеха этой картины стал развивать независимую карьеру продюсера и сценариста.
Его дебютом как продюсера стала комедия Генри Корнелиуса «The Galloping Major» (1951). Автор сценария картин Ральфа Смарта «Горькие источники» (1950), Энтони Пелиссиера «Встреча с мистером Люцифером» (1953), Чарльза Крайтона «Любовная лотерея» (1954) и «Война полов» (1959), Фредди Фрэнсиса «Два плюс два будет шесть» (1962), Жюля Дассена «Топкапи» (1964), Рональда Нима «Мистер Мозес» (1965), Кристофера Майлса «Удачное прикосновение» (1975). Вместе с сыном продюсировал комедию Ричарда Сарафьяна «Будь разнузданным, будь свободным» (1969).
В 1965 году был номинирован на Премию Гильдии сценаристов США за картину «Топкапи».
Оставил книгу мемуаров «White Russian — Red Face» (Лондон: Victor Gollancz, 1966. — 192 p.).

## Семья
- Сын — Джон (Дэнни) Данишевский (англ. John Danischewsky, 1940—2017), кинорежиссёр и продюсер.
- Старший брат — Александр (1904—1975), бизнесмен, был женат на Ирине Петровне Данишевской (в девичестве Мироновой, 1911—1982, тётке актрисы Хелен Миррен)[8], известной своей связью с американским дипломатом Тайлером Кентом (1911—1988), который придерживался фашистских взглядов и во время Второй мировой войны работал на германскую разведку, был арестован в Великобритании и осуждён на 7 лет, с последующей экстрадицией в США[2].